# توماس فينكلر
توماس فينكلر هو مغني سويسري، ولد في 20 نوفمبر 1985 في Zollikofen ‏ في سويسرا.

## وصلات خارجية
- الموقع الرسمي
- توماس فينكلر على موقع ميوزك برينز (الإنجليزية)
- توماس فينكلر على موقع أول ميوزيك (الإنجليزية)
- توماس فينكلر على موقع ديسكوغز (الإنجليزية)